# レッド・ホルツマン
ウィリアム・"レッド"・ホルツマン (William "Red" Holzman, 1920年8月10日 - 1998年11月13日) は、アメリカ合衆国ニューヨーク州ブルックリン出身の元プロバスケットボール選手、指導者。身長178cm、体重79kg。ポジションはポイントガード。ヘッドコーチとしてニューヨーク・ニックスを2度のNBA制覇に導き、1986年にバスケットボール殿堂入りを果たした。

## 選手時代
少年時代から地元ではストリートでも名を馳せたバスケットボール選手で、ホルツマンは高校最終学年時の1938年にはニューヨーク市の公立学校スポーツ選手殿堂に入った。高校卒業後はボルチモア大学、後にニューヨーク市立大学シティカレッジに進み、1942年に卒業。大学を卒業すると海軍に入り、バスケットボールをプレイした。
1945年に海軍を除隊、ナショナル・バスケットボール・リーグ (NBL) のロチェスター・ロイヤルズに入団。ホルツマンはNBLのロイヤルズで1946年に優勝を経験、ロイヤルズがNBAに加盟したのちの1951年にも優勝チームのメンバーだった。ホルツマンは1946年と1948年にオールNBLファーストチーム入りを果たした。
ホルツマンは1953年までロイヤルズでプレイし、続く1953-54シーズンにはミルウォーキー・ホークスに選手兼監督として迎え入れられ、このシーズンを最後に選手としては引退した。9年間の選手生活で496試合に出場し生涯通算得点は3,668点、1試合平均得点は7.4だった。

## 監督
ホルツマンはミルウォーキー・ホークス（1955年からはセントルイス・ホークス）で4年間監督を務め83勝120敗、勝率40.8%だった。ホルツマンがホークスで仕事をしていた時期には若手だったボブ・ペティットがプレイしていた。
ホークスでの監督歴を終えると、ホルツマンは1957年よりアシスタントコーチの役職でニューヨーク・ニックスに参加、翌年からはチーフスカウトの仕事も任せられた。ホルツマンがアシスタントコーチだった時代のニックスはほとんどの期間勝率が5割りに満たず、監督も長い期間は定着しないリーグの弱小チームの位置づけだった。
ニックスはなかなか勝てないチームだったが、この時期にはのちにホルツマン指揮下の黄金時代を支える選手が入団している。1965年にはビル・ブラッドリーとウィリス・リード、1967年にはウォルト・フレイジャーやフィル・ジャクソン、翌1968年にはトレードでデイブ・ディバッシャーがチーム入りした。
1967-68シーズン途中でホルツマンはアシスタントコーチから監督へと昇格、残りのシーズンを28勝17敗の好成績で終え、チームのシーズン成績は43勝39敗だった。
続く1968-69シーズンには54勝28敗、プレイオフではイースタン・ディビジョンの決勝まで進み、この時代の強豪ボストン・セルティックスに2勝4敗で敗退した。
翌1969-70シーズンにニックスはリーグ首位の60勝22敗の成績を残し、ホルツマンは最優秀コーチ賞を受賞した。プレイオフではNBAファイナルに進出し、もう一つの強豪ロサンゼルス・レイカーズを相手に4勝3敗でニックスは初めての優勝を果たした。
次の1970-71シーズンは52勝30敗の成績で、プレイオフではイースタン・カンファレンス決勝でボルティモア・ブレッツに3勝4敗で敗退した。翌1971-72シーズン初めにニックスはトレードでアール・モンローを獲得した。シーズン成績は48勝34敗ながらニックスは再びNBAファイナルに進み、このシーズン69勝13敗だったロサンゼルス・レイカーズに1勝4敗で敗れた。
翌1972-73シーズン、ニックスのシーズン成績は57勝25敗で、2年連続でNBAファイナルに進出したニックスは再びレイカーズと対戦、この年は4勝1敗で優勝を飾った。
この後ホルツマンは1977年までニックスの監督を務めるが勝率5割前後の凡庸なシーズンが続き、1978-79シーズンの途中に再び監督職に戻り4年間チームを率いたが同様の成績だった。ホルツマンは1982年を最後に監督職を退いた。
1953年以降、ホルツマンは18年間の監督生活で696勝604敗、通算勝率は.535。ニックスの監督としては613勝484敗、勝率.558。ニックスでの勝ち数613は、同チームでホルツマンの業績を称えるため永久欠番扱いとなっている。ホルツマンはプロバスケットボール記者協会により1970年代最高の監督の賞を与えられている。また1985年にはバスケットボール殿堂へ推戴され、翌年殿堂入りした。
ホルツマンはディフェンスを重視する姿勢がよく知られ、「ディフェンスが良ければオフェンスも自ずと良くなる」が信条だった。ホルツマン指揮下のニックスはのちに殿堂入りする選手が数名含まれる才能溢れるチームだったが、選手たちは無私の精神でプレイに取り組んだ。ホルツマンのもとでプレイし、のちに監督として有名になるフィル・ジャクソンは、後年ホルツマンと当時のニックスの風潮が自らの監督としてのスタイルに影響を与えたと述べている。

## 引退後
ニックスの監督を退いたのちのホルツマンは、1991年より同チームでバスケットボールコンサルタントの役職を受け、1998年に白血病により78歳で亡くなるまでこの職にあった。